# Rhuddlan
Rhuddlan är en stad och community i kommunen Denbighshire och det traditionella grevskapet Flintshire, i norra Wales, nära floden   Clwyd. Staden gav namn åt distriktet Rhuddlan som existerade från 1974 till 1996.
Staden är känd för ruinerna efter Rhuddlan Castle, som byggdes av Edvard I av England mellan 1277 och 1282 och en annan borg vid Twt Hill,  byggd av den normandiske Robert av Rhuddlan omkring 1072. Det var även här Edvard I skrev under Statute of Rhuddlan, som fastslog hur Wales skulle styras. 
2001 byggdes en genomfartsled till den näraliggande kuststaden Rhyl och sedan dess har Rhuddlans centrum utvecklats.
Bland kända tidigare invånare finns Lisa Scott-Lee i popbandet Steps och hennes bror Andy Scott-Lee.